# CHAO (フリーペーパー)
CHAO「ちゃ～お」は、タイのチェンマイで発行されている日本語フリーペーパー情報誌。2003年創刊。毎月10日、25日発行。

## 概要
CHAO「ちゃ～お」 は、チェンマイ サンサーイ郡にあるブリッジインターナショナルファンデーション（Bridge International Foundation）が発行している。独自取材を行い、北部タイの観光・文化・生活関連の情報を中心に掲載。「チェンマイ発！ちょっとディープな北タイ情報誌」と謳っている。前身は2003年1月20日に創刊された『One-Two Chiangmai』。2004年11月25日、39号から現在の誌名に変更した。チェンマイ、チェンラーイ市内の日系書店、ホテル、病院、日系飲食店、旅行会社で頒布。東京神田のアジア文庫で店頭販売が行われている。ウェブ上において、紙面版の情報一部を提供している。定期購読、日本およびタイ国外での購入には料金が必要。

## 所在地
チェンマイ サンサーイ郡 タムボン・ノーンチョム モー2 296/136
296/136 ม.2 ตำบลหนองจ๊อม อำเภอสันทราย จังหวัดเชียงใหม่ 50210